# Rolemaster
Rolemaster  é um jogo de roleplaying publicado pela Iron Crown Enterprises (ICE). Atualmente há duas edições em produção, disponíveis ao consumidor: a Clássica e a Atual. A Clássica é chamada Rolemaster Classic (RMC), uma republicação das regras da 2ª edição, mas com visual novo. A edição atual (4ª edição) é chamada de Rolemaster Fantasy Roleplaying (RMFRP), publicada em 1999.
A Iron Crown Enterprises (ICE) foi extinta em 2000 e, em 2001, vendeu os direitos da propriedade intelectual sobre o Rolemaster para a empresa Aurigas Aldebaron, com sede em Londres, enquanto a marca ICE foi licenciada para uma empresa com sede nos EUA chamada Mjolnir LLC. Em 2016, o licenciamento foi para a Guild Companion Publications, com quem a Aurigas Aldebaron se fundiu. A partir de 2017, com a fusão, a empresa resultante mudou seu nome para Iron Crown Enterprises, retornando efetivamente ao nome do editor original e pelo qual era conhecido.

## Edições
Rolemaster teve quatro edições.

### Primeira (RM1): 1980–1982
Esta edição incluía as versões originais dos livros Character Law (criação de personagens), Arms Law (regras de combate não mágico e tabelas de ataque), Claw Law (suplemento para Arms Law com novas tabelas de ataque, tais como mordida, garra e picada), Campaign Law (descrevia como preparar e conduzir uma campanha e incluía o cenário World of Vog Mur) e Spell Law (regras e listas de magia). Foram inicialmente publicados como livros individuais, e depois foram combinados em volumes e em box sets.

### Segunda (RM2): 1984–1994
Em 1984, um box set inicial foi lançado contendo regras expandidas e revisadas. A caixa incluía Spell Law, um volume combinando Arms Law e Claw Law, Character Law, e o módulo de campanha Vog Mur para o cenário Loremaster.
Logo após a primeira caixa, uma nova caixa foi lançada, incluindo todos os conteúdos anteriores, bem como The Cloudlords of Tanara, um cenário detalhado e um módulo de aventura. O suplemento introduziu o cenário Loremaster, que mais tarde se desenvolveria no mais sofisticado Shadow World.
Vários suplementos foram publicados individualmente para a segunda edição, incluindo três volumes intitulados Creatures & Treasures, e muitos livros complementares, expandindo as regras básicas.

### Terceira (RMSS): 1995
Em 1995, o jogo foi reformulado e relançado como Rolemaster Standard System (RMSS). As maiores mudanças foram na geração de personagens, principalmente no número de perícias disponíveis e no método de cálculo do bônus para as perícias. As perícias passaram a ser agrupadas em categorias de perícias semelhantes e era possível comprar graduações separadamente para a categoria e para a perícia em si. A sequência de combate foi revisada e alguns detalhes da conjuração de feitiços foram alterados. O método para aprender listas de feitiços foi completamente reformulado e a maioria das listas foi ajustada e reequilibrada.
As novas regras foram publicadas no livro Rolemaster Standard Rules de 1995, mas, como em outras edições do jogo, uma infinidade de livros de regras e acessórios complementares foram publicados posteriormente.

### Quarta (RMFRP): 1999
Em 1999 foi lançado o Rolemaster Fantasy Role Playing (RMFRP), focado em alterações estéticas e reorganização do material, com poucas mudanças nas próprias regras.
O antigo volume único Spell Law foi dividido em três livros separados: Of Essence, Of Channelling e Of Mentalism, cada um dos quais expandindo esse reino de poder com profissões adicionais e listas de feitiços.

### Variantes
Apesar das várias mudanças de propriedade e nome da editora, Rolemaster permaneceu popular, e as impressões dos livros originais continuavam a se esgotar. Isso levou a várias reimpressões pelos novos proprietários e editores, resultando em três variantes do sistema de jogo Rolemaster original.
Em 1984 a I.C.E. publicou o Middle-Earth Role Playing (MERP), que se tornou a primeira e mais popular variante do sistema Rolemaster. Em termos de preferência do público, no seu auge só perdia para D&D.
Em 1995, o box set Rolemaster: The Basics foi lançado como uma versão simplificada do Rolemaster Standard System. A caixa continha livros de regras com todas as regras necessárias para jogar esta variante simplificada do jogo.
Em 2007, o sistema de regras da segunda edição (RM2) foi revitalizado e lançado sob o nome Rolemaster Classic (RMC). A revitalização foi publicada pela Guild Companion Publications e incluiu novas versões de todos os antigos livros de regras: Arms Law, Spell Law, Character Law e Creatures and Treasures, mas também um Rolemaster Companion atualizado e um novo Combat Companion de 2008.
Também em 2007, e ainda pela Guild Companion Publications, foi lançado o Rolemaster Express (RMX): uma versão simplificada do sistema Rolemaster Classic, com todas as regras necessárias combinadas em um único livro.

## Mecânica Básica do jogo

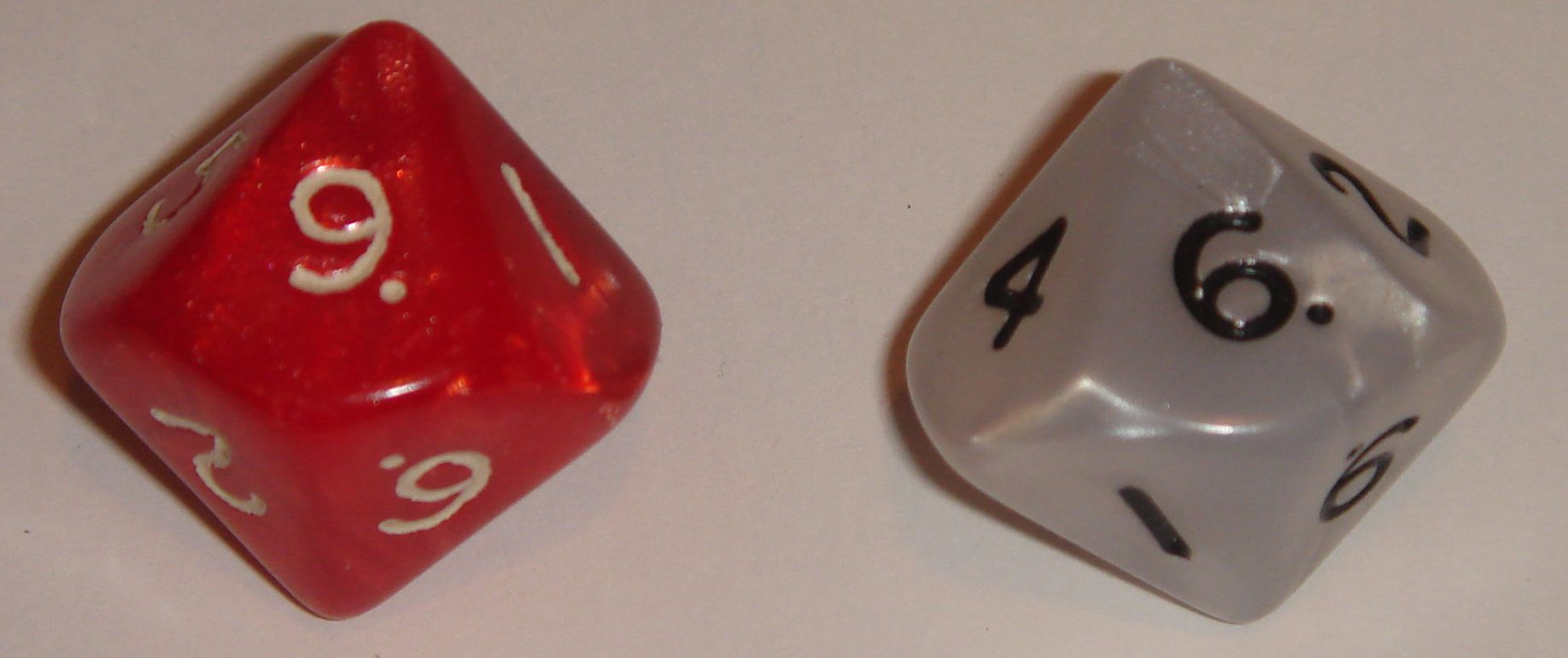
Rolemaster utiliza dois dados de dez lados, também conhecidos como d10.

Rolemaster utiliza um sistema de dados percentuais e emprega tanto classes (chamadas de "profissões") quanto níveis para descrever as capacidades e a evolução dos personagens.
A resolução de tarefas é simples: o jogador rola dados percentuais, aplica os modificadores relevantes e procura o resultado na tabela adequada para determinar os resultados das ações do personagem. Existem várias tabelas disponíveis para aumentar o realismo dos resultados, mas a maioria são opcionais, e muitas rolagens podem ser feitas em um número relativamente pequeno de tabelas.

### Combate
O combate é igualmente intuitivo. Cada personagem tem um Bônus Ofensivo (OB), que leva em conta uma aptidão física natural, habilidade no manuseio da arma e outros fatores, e um Bônus Defensivo (DB), que leva em conta a agilidade natural, o uso de escudos e "Defesa Adrenal" (a capacidade dos artistas marciais para evitar golpes aparentemente sem esforço). Além disso vários modificadores para a posição, feridas, e outros fatores estão presentes.
Um atacante rola dados percentuais, acrescenta o seu OB e os modificadores ao total, e subtrai o DB do defensor. O total é então comparado a uma tabela para a arma do atacante. O ataque total é cruzado com o tipo de armadura (se houver) usada pelo defensor e o resultado será um número de pontos de dano (concussion hits) recebidos, que são então subtraídos do total de pontos de vida do defensor. Se um número suficiente de pontos de dano são recebidos, o defensor poderá ficar inconsciente, mas a morte raramente resulta meramente de pontos de dano.
Além dos pontos de dano, no entanto, um ataque crítico pode ser efetuado ao consultar o resultado na tabela da arma. Estes são descritos por tipo – corte (slash), impacto (crush), perfuração (puncture) etc – e por gravidade (geralmente A até E, com E sendo a mais grave). Acertos Críticos (Critical Hits, ou apenas crits), podem infligir pontos de dano adicionais, causar hemorragia (subtraído dos pontos de vida no início de cada nova rodada), ossos quebrados, perda de membros ou extremidades, danos a um órgão interno e morte definitiva. Se um crit é infligido, uma segunda rodada é feita nas tabelas críticas.
Assim, ao contrário, por exemplo, de Dungeons & Dragons, Rolemaster descreve feridas, não só no número de pontos de dano tratado (que são, então, subtraídos de um resumo do conjunto das "Hit Points"), mas com os detalhes específicos do golpe infligido. A morte ocorre, tanto para jogadores quanto para personagens controlados pelo Mestre, principalmente através destes danos críticos, e não através da perda de pontos de vida atingidos. Além disso, as lesões trazem consigo penalidades, que inibem novas acções por parte dos feridos, e a perda de pontos de vida (que representam saúde global), pode levar a penalidades semelhantes.
Além disso, será notar que a resolução de um ataque em Rolemaster requer uma única rolagem, ou no máximo duas, sem modificadores adicionais feitas para a segunda rolagem (crítica), exceto em certas circunstâncias em que habilidades especiais estão em jogo. Além disso, a falha comum assinalada em sistemas de pontos de vida simples (como o de D&D), onde um combatente funciona em plena capacidade até ao ponto em que ele ou ela caia inconsciente ou morto, não existe no Rolemaster.
Quase todas as rolagens em Rolemaster são abertas, significando que, se um resultado é alto o suficiente (ou suficientemente baixo), você rola novamente e adiciona (ou subtrair) a nova rolagem ao resultado original – e isto pode acontecer várias vezes, por isso, em teoria, não há limite para o quão bem (ou mal) seja uma possível rolagem. Isto significa que um halfling (pequenino) tem uma chance, embora pequena, de derrubar um troll com um ataque bem feito (e muita sorte) de uma adaga.
No entanto, o fato de os oponentes também lutarem utilizando as mesmas regras pode fazer com que Rolemaster seja um jogo mortal para PCs e NPCs, somente uma jogada de sorte pode mudar todo o jogo.
Fãs do sistema que defendem que isso acrescenta uma grande dose de realismo ausente em muitos outros jogos fantasia, e reflete o verdadeiro perigo e mortalidade de um ataque, mesmo vindo de uma arma pequena como um punhal. Morte proveniente de armas naturais (como um soco ou dentes e garras de um animal) pode acontecer, mas é muito raro contra combatentes com armadura. Personagens sem armadura podem muito bem sofrer graves ferimentos quando atacados pelos animais, mas isso permite, novamente, confrontos mais verossímeis do que em outros jogos, onde a ameaça representada por uma fera, como um lobo, urso-pardo, ou tigre é considerada mínima.
Assim, a o sistema de combate em Rolemaster favorece um guerreiro devidamente armado e blindado, ao passo que um personagem mal equipado (como é tipicamente o caso de personagens recém-gerados) é decididamente vulnerável. Tais personagens podem ter um tempo de vida curto, mesmo contra oponentes corriqueiros. Isto pode revelar-se frustrante para novos jogadores, e tem dado origem a contos exagerados e piadas de gatinhos vencendo jovens e promissores heróis logo no início.
Rolemaster é por vezes chamado "Chartmaster" (mestre das tabelas) ou "Rulemaster" (mestre das regras) por depender de numerosas tabelas para geração de personagens e para resolver ações do jogo. Este é o centro da discórdia entre os fãs e críticos do jogo. Embora Rolemaster de fato ofereça muitas regras e tabelas, grande parte desse conteúdo é estritamente suplementar. A intenção é que o mestre do jogo escolha a ferramenta certa para a situação, em vez de seguir tudo ao pé da letra. O problema aqui é que alguns mestres preferem a última abordagem. Prático ou não, para eles os meandros das regras e a imprevisibilidade da consulta de uma tabela em cada turno é o que faz Rolemaster único e encantador.
Um mestre experiente irá, portanto, limitar a regras já no início do jogo, a fim de evitar problemas mais tarde. Afinal, mais "sofisticação" pode ser introduzida a qualquer momento do jogo.

### Criação de personagens e desenvolvimento
Rolemaster é um sistema baseado em perícias sem quaisquer restrições quanto à seleção das mesmas. Todas as habilidades de personagem (combate, furtividade, uso de magia, etc) em última análise, são manipuladas através do sistema de perícias. A profissão de um personagem representa não um conjunto rígido de habilidades disponíveis para o personagem, mas sim um conjunto de proficiências naturais em inúmeras áreas. Essas proficiências se refletem no custo para adquirir as perícias.
Os personagens possuem dez atributos, chamados stats, que representam suas capacidades naturais em áreas como a força física, memória, auto-disciplina e agilidade. Existem tanto métodos aleatórios quanto métodos baseado em pontos para determinar os atributos, mas o resultado final será sempre um número em uma escala percentual (1-100), que é então utilizado para determinar o bônus de perícia dos personagens em ações que utilizem esse atributo. Os personagens progridem nas perícias mais facilmente a níveis baixos do que nos níveis mais altos. Quanto mais próximo de 100 uma perícia está, mais caro é evoluí-la. Aprimorar uma perícia de 50 para 51 é quase trivial, ao passo que de 98 a 99 é quase impossível.
Na criação do personagem, e quando o personagem avança de nível, são atribuídos "Pontos de Desenvolvimento" que podem ser usados para adquirir perícias. Em RMSS e RMFRP, eles também podem ser gastos em "Pacotes de Treinamento", que representam um conjunto específico de perícias, equipamentos e contatos adquiridos através do treino. Esses pacotes são opcionais e podem ser ignorados se o jogador preferir construir ou evoluir seu personagem a partir do zero, ou sem ajuda.
Perícias são compradas em graduações; quanto mais graduações um personagem possuir numa perícia, mais capacitado ele estará para executar ações abrangidas por essa perícia. O número de graduações é multiplicado por um número fixo, que varia conforme o número total de graduações que o personagem tenha, e então é somado ao bônus dos atributos relevantes. O número final é o bônus na perícia do personagem, que é o número realmente acrescentado aos dados quando são rolados.
As profissões (classes) não possuem restrições de acesso a perícias, como ocorre em outros jogos. Se um guerreiro quiser aprender algumas magias, ele pode, mas isso significa que seu domínio das armas pode sair prejudicado.